# Billère
Billère – miejscowość i gmina we Francji, w regionie Nowa Akwitania, w departamencie Pireneje Atlantyckie.
Według danych na rok 1990 gminę zamieszkiwało 12 570 osób, a gęstość zaludnienia wynosiła 2751 osób/km² (wśród 2290 gmin Akwitanii Billère plasuje się na 30. miejscu pod względem liczby ludności, natomiast pod względem powierzchni na miejscu 1449.).